# Dziemiany (gemeente)
De gemeente Dziemiany is een landgemeente in het Poolse woiwodschap Pommeren, in powiat Kościerski.
De gemeente bestaat uit 8 administratieve plaatsen solectwo: Dziemiany, Jastrzębie Dziemiańskie, Kalisz, Piechowice, Płęsy, Schodno, Raduń, Trzebuń
De zetel van de gemeente is in Dziemiany.
Op 30 juni 2004 telde de gemeente 4029 inwoners.

## Oppervlakte gegevens
In 2002 bedroeg de totale oppervlakte van gemeente Dziemiany 124,97 km², waarvan:
- agrarisch gebied: 25%
- bossen: 59%

De gemeente beslaat 10,72% van de totale oppervlakte van de powiat.

## Demografie
Stand op 30 juni 2004:
| Omschrijving                   | Totaal | Totaal | Vrouwen | Vrouwen | Mannen | Mannen |
| ------------------------------ | ------ | ------ | ------- | ------- | ------ | ------ |
| eenheid                        | aantal | %      | aantal  | %       | aantal | %      |
| inwoners                       | 4029   | 100    | 2036    | 50,5    | 1993   | 49,5   |
| bevolkingsdichtheid (inw./km²) | 32,2   | 32,2   | 16,3    | 16,3    | 15,9   | 15,9   |

In 2002 bedroeg het gemiddelde inkomen per inwoner 1703,65 zł.

## Aangrenzende gemeenten
Brusy, Karsin, Kościerzyna, Lipusz, Studzienice